# Spring Hill (Kansas)
Spring Hill – miasto w Stanach Zjednoczonych, w stanie Kansas, w hrabstwie Miami.